# 테리 차임스
테리 차임스(Terry Chimes, 1956년 7월 5일 ~ )는 잉글랜드의 음악가이다.